# 山田哲也 (俳優)
山田 哲也（やまだ てつや、1982年9月6日 - ）は日本の俳優、歌手である。
東京都出身。
父は俳優、歌手の三夏紳。
劇団三松座所属。

## 出演作品
- 劇団三松座公演（2000年〜銀座博品館劇場、吉祥寺前進座劇場、座・高円寺）
- 女と愛のミステリー 黒い目撃者（テレビ東京、種田三太郎役)
- 実録ヒットマン 北海の虎 望郷（東映、ひろし役)
- MAZE マゼ 〜南風〜（映像新社、柳大輔役)
- 実録・大日本平和会 極道 平田勝市（Vシネマ、佐竹付き人役)
- monja（劇場作品、金融屋役)
- 喰いしん坊! 大喰い激闘篇（Vシネマ、三田村役)
- グッバイエレジー（全国公開映画、若き日の宗一郎役）